# Südäquatorialstrom

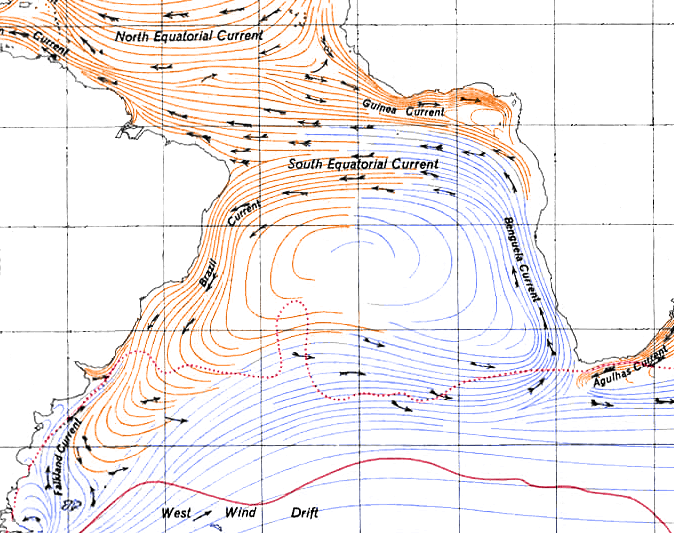
Der Südäquatorialstrom in einer Strömungskarte des Atlantiks

Der Südäquatorialstrom (engl. South Equatorial Current bzw. South Pacific Gyre) ist eine permanente warme Meeresströmung von Ost nach West im Pazifik, Atlantik sowie im Indischen Ozean.
Im Pazifik entsteht der Südäquatorialstrom aus dem kalten Humboldtstrom. An der Küste Perus wird der Humboldtstrom, bedingt durch die Corioliskraft, nach Westen abgelenkt und strömt entlang und südlich des Äquators in Richtung Australien und Südostasien. Da er große Wassermassen transportiert, wird der Wasserpegel in den Zielgebieten messbar erhöht. Das Klima der Galapagosinseln wird durch diese Strömung dominiert.
Im Atlantik bezieht der Südäquatorialstrom sein Wasser aus dem Benguelastrom, überquert den Atlantik am Äquator in westliche Richtung und fließt dann an der Nordostküste Brasiliens nach Nordwesten zur Karibik: Er ist der Hauptwasserlieferant des Golfstroms.
Im Indischen Ozean entsteht der Südäquatorialstrom aus dem Westaustralstrom und fließt südlich des Äquators nach Westen in Richtung Madagaskars.